# Чаффеи, Франческо
Франческо Чаффеи (итал. Francesco Ciaffei; 9 июля 1819, Рим — 1894, Флоренция) — итальянский певец (тенор) и музыкальный педагог.
В середине 1840-х гг. пел в Парме, Мантуе, Риме. В 1848 г. в составе труппы импресарио Винченцо Галли и дирижёра Якопо Форони отправился в скандинавское турне: выступал в Дании, Швеции, Норвегии; оставшийся в Стокгольме архив Чаффеи этих лет — ценный источник информации об итальянских оперных труппах в Скандинавии. В 1851 г. гастролировал в Лондоне. В 1860-е гг. преподавал в Ницце, приобрёл значительную известность как музыкальный педагог. В 1870-е гг. в Польше, здесь его учениками были, в частности, Владислав Межвиньский, Ян Решке (и его брат Эдвард), Зыгмунт Носковский, Мечислав Хорбовский.